# Wiltrud Probst
Wiltrud Probst (* 29. Mai 1969 in Nürnberg) ist eine ehemalige deutsche Tennisspielerin.

## Karriere
Probst zog als Kind mit ihrer Familie von Nürnberg nach Neunkirchen am Brand, dort begann sie im Alter von acht Jahren mit dem Tennissport, wurde nach der Mittleren Reife Berufstennisspielerin. Sie gewann zwei Einzeltitel auf der WTA Tour. Im Februar 1990 gewann sie das Turnier in der neuseeländischen Hauptstadt Wellington durch einen Finalsieg gegen Leila Mes’chi. Durch den Erfolg kletterte sie in der Weltrangliste vom 102. auf den 70. Platz. Vor ihrem ersten Turniersieg erwog die „Willi Widdi“ genannte Probst aus Enttäuschung über ausbleibenden Erfolg bereits ein Laufbahnende.
1992 gewann sie die Belgian Open in Waregem gegen ihre Landsfrau Meike Babel im Finale. Ihr erfolgreichstes Grand-Slam-Turnier spielte sie 1990, als sie bei den French Open das Achtelfinale erreichte, in dem sie der Nummer 10 der Weltrangliste, der Spanierin Conchita Martínez, unterlag.
1990 spielte Probst für Deutschland im Federation Cup und 1998 in dessen Nachfolger, dem Fed Cup. Sie wurde dreimal im Doppel eingesetzt, ihre Partien gingen allesamt verloren.

## Turniersiege

### Einzel
| Nr. | Datum            | Turnier    | Kategorie  | Belag     | Finalgegnerin | Ergebnis      |
| --- | ---------------- | ---------- | ---------- | --------- | ------------- | ------------- |
| 1.  | 11. Februar 1990 | Wellington | WTA Tier V | Hartplatz | Leila Mes’chi | 1:6, 6:4, 6:0 |
| 2.  | 10. Mai 1992     | Waregem    | WTA Tier V | Sand      | Meike Babel   | 6:2, 6:3      |